# 勾陳二
小熊座δ，又名BD+86 269，HD 166205、SAO 2937、HR 6789，是小熊座的一颗恒星，视星等为4.36，位于銀經119.29，銀緯28.24，其B1900.0坐标为赤經18h 4m 32.7s，赤緯+86° 28.24′ 48″。